# Alice Maria de Kerchove
Baronesa Alice Marie de Kerchove (8 de maio de 1838, Gante - 3 de novembro de 1877, Castelo Mariahove, Bellem) foi uma nobre belga. Ela era filha de Frédéric de Kerchove (1805-1880) e Elise Marie de Naeyer (1812-1898). Ela tinha cinco irmãos, incluindo Roberto de Kerchove, o fundador e primeiro abade da abadia Keizersberg.

## Casamento
Em 7 de setembro de 1860, Alice Maria com o barão Jacques Albert Bernard Joseph Ghislain d'Udekem d'Acoz (1828-1900) e eles tiveram onze filhos, seis dos quais chegaram à idade adulta. Ela foi uma das avós da Rainha Matilde da Bélgica, esposa do rei belga Filipe da Bélgica.
- Barão Maximilien d'Udekem d'Acoz (1861-1921) casou-se em 1884, com Delphine Angélique Marie Joséphine Ghislaine van Eyll (1863-1935), filha de Gustave van Eyll (1830-1905) e Marie-Louise Van Goethem (1834-1863).
- Baronesa Marguerite d'Udekem d'Acoz (1862-1864).
- Condessa Louise Marie de Beaupré (1864-1966) casou-se com o conde Louis Erard Désiré Pigault de Beaupré.
- Barão Paul d'Udekem d'Acoz (1865-1952), ele era casado com a viscondessa Madeleine Désirée Ghislaine de Nieulant et de Pottelsberghe.
- Baronesa Marie Josèphe d'Udekem d'Acoz (12 de maio de 1867 - 16 de maio de 1867).
- Barão Auguste d'Udekem d'Acoz (27 de agosto de 1868 - 31 de agosto de 1868).
- Barão Henri Marie Joseph d'Udekem d'Acoz (1870-1915) casou com Cécile Marie Joséphine Victorine de Outryve d'Ydewalle.
- Baronesa Madeleine d'Udekem d'Acoz (11 de abril de 1872 - 5 de maio de 1872).
- Barão François d'Udekem d'Acoz (1873-1963) casou com Madeleine Ida Constance Ghislaine Verhaeghe o Naeyer.
- Barão Jacques d'Udekem d'Acoz (1876-1967) casou com Julia Eugénie Lefèvre Mansard Sagonne.
- filho natimorto (3 de novembro de 1877 - 3 de novembro de 1877).

Alice morreu em 3 de novembro de 1877 em consequência ao parto do filho natimorto. Um dia antes em 2 de novembro, o irmão de Alice, Paul-Emile, faleceu com 38 de idade.

## Ligação externa
- Família de Alice de Kerchove